# Sus și jos (film din 2004)
Sus și jos (în cehă Horem pádem) este un film de comedie ceh din 2004 regizat de Jan Hřebejk.

## Rezumat
Milan și Goran sunt doi infractori care fac trafic de imigranți ilegali. Într-o noapte, după ce termină o contrabandă, descoperă că unul dintre imigranți a lăsat în urmă un copil. Milan și Goran decid să vândă copilul lui Lubos și Eman, care se ocupă de un centru ilegal de adopții de copii. Lubos și Eman încearcă să vândă copilul lui Miluska și Frantisek, un cuplu steril. Lubos și Eman încearcă să vândă copilul lui Miluska și Frantisek. În același timp, un profesor universitar este diagnosticat cu o tumoare cerebrală inoperabilă, ceea ce declanșează o serie complicată de reuniuni de familie, despărțiri și conflicte. 

## Distribuție
- Jiří Macháček – Frantisek Fikes
- Petr Forman – Martin Horecký
- Jan Tříska – Profesorul Otakar Horecký
- Emília Vášáryová – Vera Horecká
- Natasa Burger – Miluska
- Ingrid Timková – Hana Svobodová
- Kristýna Liška Boková – Lenka Horecká
- Pavel Liška – Eman
- Marek Daniel – Lubos
- Jan Budař – Milan
- Zdenek Suchý – Goran
- Jaroslav Dušek – Colonelul
- Martin Huba – Doctorul
- Hynek Schneider – Majitel Barazu
- Jiřina Třebická – Jeno Matka
- Andrei Toader – Polițistul
- Miroslav Kaman – Polițistul Z
- Ester Geislerová – Studentul
- Jakub Sommer – Studentul

## Premii și nominalizări

### Premiile Leul Ceh
- Premiul pentru cea mai bună actriță - Emília Vášáryová
- Premiul pentru cel mai bun regizor - Jan Hřebejk